# Milton Ncube
Milton Ncube (4 juli 1987) is een Zimbabwaans voetballer die bij voorkeur als linkervleugelverdediger speelt. In 2014 verruilde hij Motor Action FC voor Ajax Cape Town. In 2013 maakte hij zijn debuut voor het Zimbabwaans voetbalelftal.

## Interlandcarrière
Op 28 juli 2013 maakte Ncube zijn debuut voor het Zimbabwaans voetbalelftal. In de African Championship of Nations-kwalificatiewedstrijd tegen Mauritius speelde hij negentig minuten.
In januari 2014 werd hij door bondscoach Ian Gorowa opgeroepen voor de Zimbabwaanse selectie voor de African Championship of Nations 2014, waar het team als vierde zou eindigen.
| Interlands van Milton Ncube voor Zimbabwe | Interlands van Milton Ncube voor Zimbabwe | Interlands van Milton Ncube voor Zimbabwe | Interlands van Milton Ncube voor Zimbabwe | Interlands van Milton Ncube voor Zimbabwe | Interlands van Milton Ncube voor Zimbabwe |
| №                                         | Datum                                     | Wedstrijd                                 | Uitslag                                   | Competitie                                | Goals                                     |
| Als speler van Highlanders FC             | Als speler van Highlanders FC             | Als speler van Highlanders FC             | Als speler van Highlanders FC             | Als speler van Highlanders FC             | Als speler van Highlanders FC             |
| ----------------------------------------- | ----------------------------------------- | ----------------------------------------- | ----------------------------------------- | ----------------------------------------- | ----------------------------------------- |
| 1                                         | 28 juli 2013                              | Mauritius – Zimbabwe                      | 0 – 3                                     | CHAN 2014 (kwalificatie)                  | 0                                         |
| 2                                         | 4 augustus 2013                           | Zimbabwe – Mauritius                      | 1 – 1                                     | CHAN 2014 (kwalificatie)                  | 0                                         |
| 3                                         | 18 augustus 2013                          | Zimbabwe – Zambia                         | 0 – 0                                     | CHAN 2014 (kwalificatie)                  | 0                                         |
| 4                                         | 24 augustus 2013                          | Zambia – Zimbabwe                         | 0 – 1                                     | CHAN 2014 (kwalificatie)                  | 0                                         |
| 5                                         | 7 januari 2014                            | Zimbabwe – Gabon                          | 2 – 0                                     | Vriendschappelijk                         | 1                                         |
| 6                                         | 12 januari 2014                           | Zimbabwe – Marokko                        | 0 – 0                                     | CHAN 2014                                 | 0                                         |
| 7                                         | 16 januari 2014                           | Zimbabwe – Oeganda                        | 0 – 0                                     | CHAN 2014                                 | 0                                         |
| 8                                         | 20 januari 2014                           | Burkina Faso – Zimbabwe                   | 0 – 1                                     | CHAN 2014                                 | 0                                         |
| 9                                         | 25 januari 2014                           | Mali – Zimbabwe                           | 1 – 2                                     | CHAN 2014                                 | 0                                         |
| 10                                        | 29 januari 2014                           | Zimbabwe – Libië                          | 0 – 0 (4 – 5 n.s.)                        | CHAN 2014                                 | 0                                         |
| 11                                        | 1 februari 2014                           | Zimbabwe – Nigeria                        | 0 – 1                                     | CHAN 2014                                 | 0                                         |
| 12                                        | 5 maart 2014                              | Malawi – Zimbabwe                         | 1 – 4                                     | Vriendschappelijk                         | 0                                         |
| 13                                        | 18 mei 2014                               | Tanzania – Zimbabwe                       | 1 – 0                                     | Afrika Cup 2015 (kwalificatie)            | 0                                         |
| 14                                        | 1 juni 2014                               | Zimbabwe – Tanzania                       | 2 – 2                                     | Afrika Cup 2015 (kwalificatie)            | 0                                         |

Bijgewerkt op 6 juni 2015.